# Zumwaltprärien

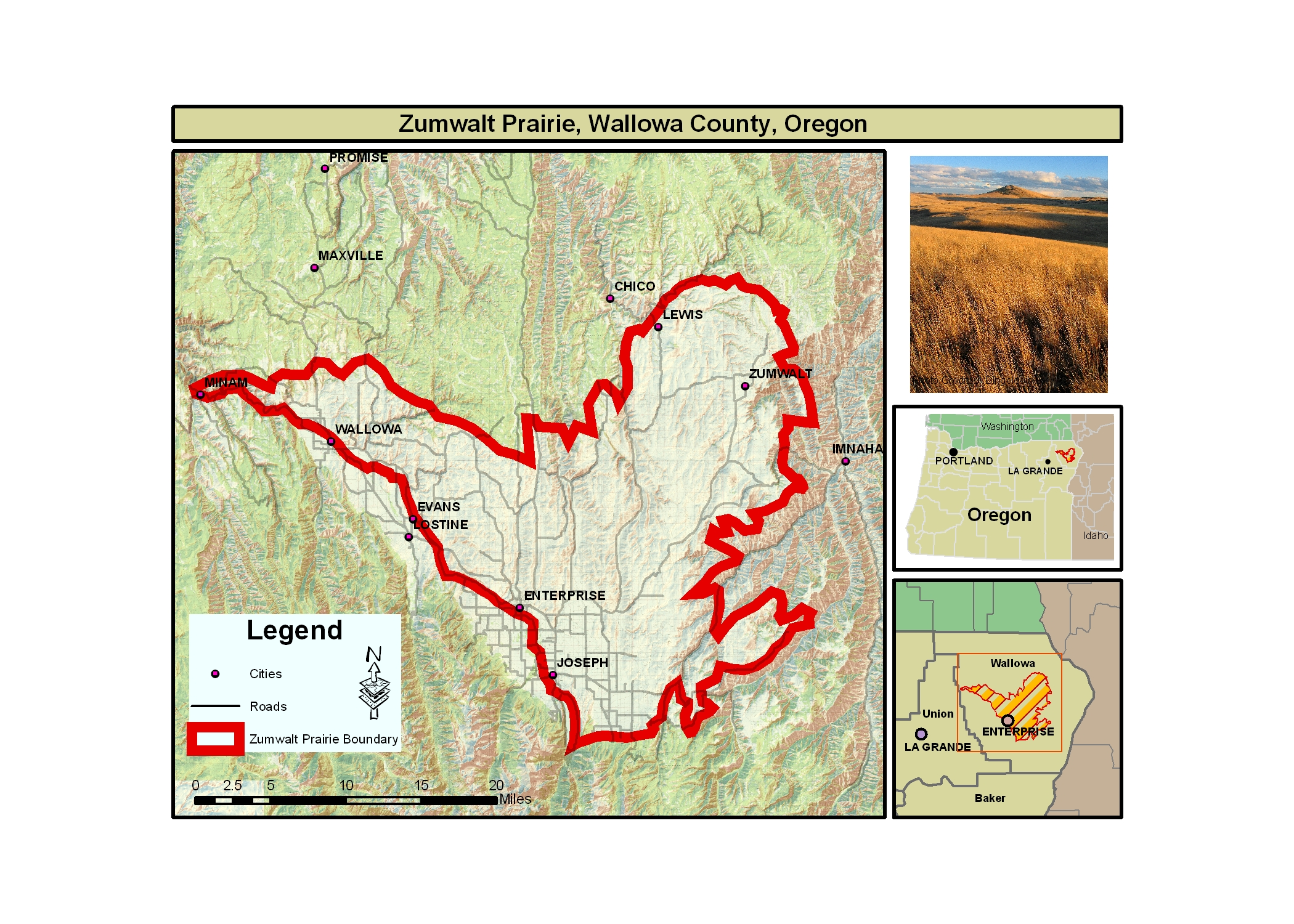
Karta över Zumwaltprärien

Zumwaltprärien är en grässlätt i Wallowa County i nordöstra Oregon i USA. Den omfattar omkring 1 300 kvadratkilometer, varav en stor del utnyttjas för boskapsskötsel och en del är avsatt till naturvårdsområdet "Zumwalt Prairie Reserve" och sköts av The Nature Conservancy. Delar av naturvårdsreservatet är ett National Natural Landmark. Zumwaltprärien ligger längs den västra kanten av Hells Canyon i gränslandet mellan Oregon och Idaho på mellan 1 000 och 1 700 meters höjd över havet.

## Geografi
Grässlätten domineras av flera arter av inhemskt knippgräs, bland andra idahosvinglar, Pseudoroegneria spicata, gröen och ett stort antal vilda blomster. Den är en del av ett tidigare mer omfattande präriesystem väster om Klippiga bergen, som sträckte sig in i Kanada. Zumwaltprärien är till stora delar intakt, till skillnad mot flertalet av Nordamerikas prärier, vilket sammanhänger med dess höjdläge, ett kärvt klimat samt en dålig jordmån som minskat attraktionen för jordbruk. Eftersom större delen av Zumwaltprärien inte lagts under plog, har merparten av det ursprungliga habitatet bevarats.

## Djurliv
På Zumwaltprärien finns en antal rovfågelsarter som kungsvråk, prärievråk, fjällvråk och rödstjärtad vråk. Också kungsörnar är vanliga. Prärien inhyser också omfattande häckande populationer av sångfåglar som grässparv, västlig ängstrupial. aftonsparv, berglärka och gräshoppssparv. Columbian Sharp-tailed Grouse, som hade utrotats fram till 1947, återinförs i ett projekt som drivs av Oregon Department of Fish and Wildlife.
Det finns också Beldings sisel, Thomomys talpoides, kronhjort, svartsvanshjort, vitsvanshjort, svartbjörn, puma, rödlo, grävling och prärievarg. Efter att ha frånvarit under ungefär 50 år har vargar börjat kolonisera nordöstra Oregon och har siktats på Zumwaltprärien.
Zumwaltprärien har fler än ett hundra arter av bin, vilka upprätthåller präriens växtbestånd genom sitt pollinerande.

## Klimat
Zumwaltprärien har ett kontinentalt halvökenklimat. I genomsnitt får prärien 380–430 millimeter årlig nederbörd, med huvuddelen under vintermånaderna. Juli–augusti är nederbördsfattiga månader, med 32 millimeter per månad och en genomsnittlig högsta dygnstemperatur på 29 °C. Vintertid är den genomsnittliga lägsta dygnstemperaturen minus 9 °C.

## Historik
Chief Josephs stam inom Nez Perce-folket utgjorde tidigare befolkningen på Zumwaltprärien, som den utnyttjande för jakt och samlande under vår- och höstsäsonger. Inflyttning av vita bosättare började på 1850-talet. Nez Perceindianerna tvingades bort från området av den amerikanska armén under sent 1870-tal, efter det att presidenten Ulysses S. Grant officiellt öppnade Wallowa County för vit bosättning. Idag består prärien i huvudsak av privatägda rancher och används för sommarbete för tamboskap.
År 2013 avsatte National Park Service 18 kvadratkilometer av prärien till ett National Natural Landmark.
The Nature Conservancy äger sedan 2000 Zumwaltpräriens 150 kvadratkilometer stora naturreservat och bedriver olika projekt för att öka kunskapen om och bevara biodiversiteten i präriens ekosystem.

## Bildgalleri

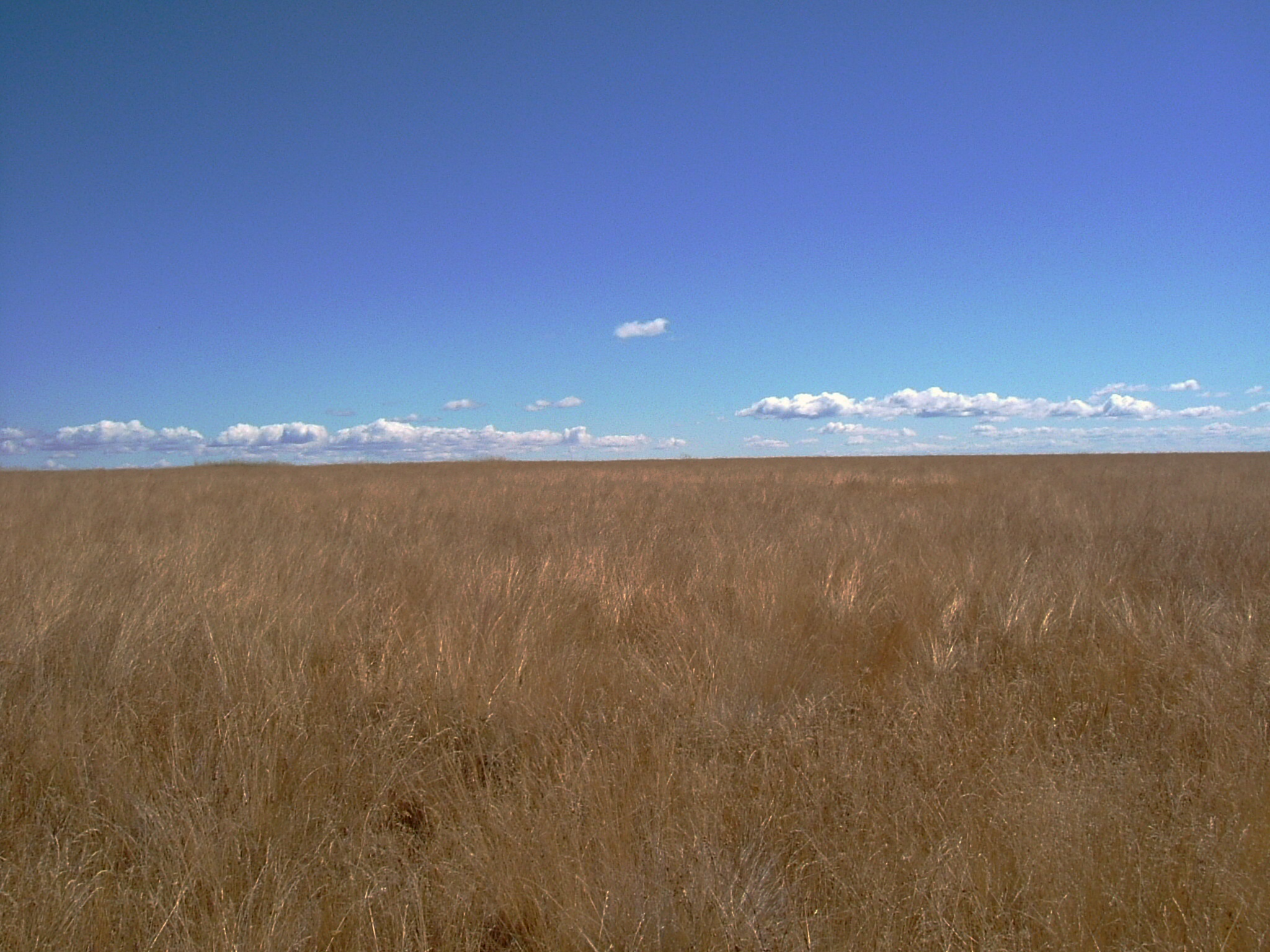
Nordöst om Enterprise
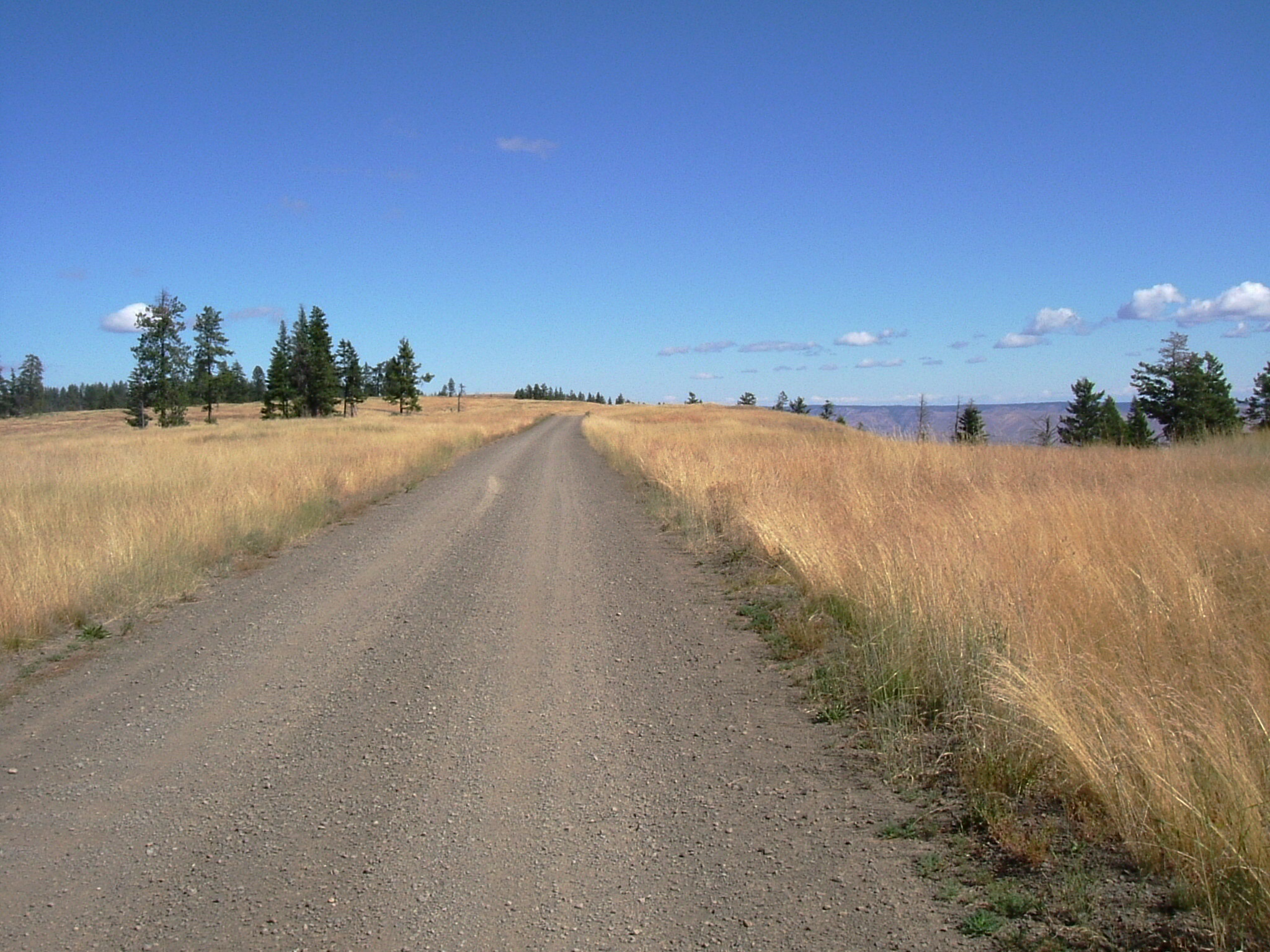
Väg nordöst om Enterprise
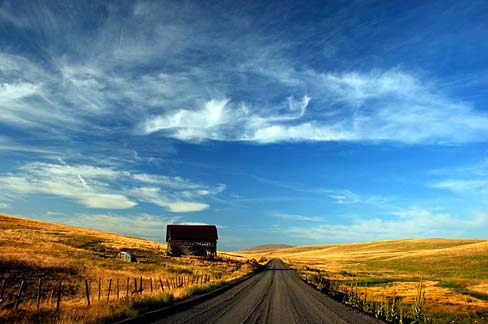
Lada nära Zumwalt